# Schule für Bildende Kunst und Gestaltung
Die Schule für Bildende Kunst und Gestaltung ist im Jahr 2003 in Kassel gegründet worden und zog im Sommer 2009 in die Räume der Berliner Kulturbrauerei am Prenzlauer Berg. Seit Frühjahr 2011 ist die Schule in größeren Räumen in der Immanuelkirchstr. 4, Berlin, Prenzlauer Berg ansässig. Hier besuchen ca. 100 Schülerinnen und Schüler wöchentlich die Ausbildungen und Kurse. 36 Schülerinnen und Schüler haben die Ausbildung an der Schule in Berlin mit einer Abschlussarbeit und Ausstellung abgeschlossen.
In der Kasseler Zeit haben ca. 400 Männer und Frauen, Kinder und Jugendliche Kurse belegt oder einen Studiengang absolviert. In Berlin sind es ca. 120 Schüler im Jahr. Die Schule ist als eine Berufsfachschule für Zeichnen, Malerei und Illustration konzipiert und versteht sich als Nachfolgerin der Berufsschulen oder Werkkunstschulen für Malerei, die in der ersten Hälfte des 20. Jahrhunderts die Künstler und Kunstschaffenden in Deutschland handwerklich ausbildeten. Die Schule bildet junge Menschen im Bereich Bildende Kunst aus. Die Schule ist eine Ergänzungsschule nach § 102 SchulG Berlin und ist ins Schulverzeichnis Berliner Schulen eingetragen. Die Schule ist seit Sommer 2010 für Schüler-BAföG anerkannt. Seit März 2014 wird die Schule als Schule für Bildende Kunst und Gestaltung, Andrei Krioukov GmbH weitergeführt.

## Lernprogramm
Die Kunstschule Berlin bietet eine breite Palette von Kursen und Programmen an, die sowohl für Anfänger als auch für fortgeschrittene Künstler geeignet sind. Viele Kurse sind auch als Abendschule absolvierbar.
Ausbildungsangebote
- Malerei
- Kunsttherapie
- Kunstpädagogik
- Illustration
- Game-Art
- Tattoo-Design
- Multidisziplinäre Performance
- Theaterpädagogik

Kurse
- Basis Zeichnen
- Basis Zeichnen Digital
- Basis Malerei
- Freie Malerei & Grafik
- Aktzeichnen
- Studienvorbereitung
- Mappenkurse
- Buchillustration Comic Manga
- Intensives Zeichnen Malerei

Die Kunstschule Berlin bieten zudem viele wechselnde Workshops sowie Ferienakademien an.

## Dozenten
An der Schule unterrichten Dozierende, die selbst aktive Bildende Künstler, Grafiker, Illustratoren und weitere Kunstschaffende, welche als selbstständige Kreative arbeiten und an Kunstprojekten und Ausstellungen beteiligt sind. Dozenten sind unter anderem: Andrei Krioukov und Malte Olbertz und andere.

### Publikationen von Dozenten
- Andrei Krioukov: Der Workshop Kunst und Gestalten. Mappenvorbereitung. Englisch Verlag, ISBN 978-3-8241-1352-1
- Andrei Krioukov: Der Workshop Ölmalerei. Landschaften von klassisch bis modern. Englisch Verlag, ISBN 978-3-8241-1375-0
- Andrei Krioukov: Workshop Kunst und Gestalten Mappenvorbereitung: Für gestalterisch-künstlerische Studiengänge. Englisch Verlag, ISBN 978-3-8241-1385-9
- Andrei Krioukov: Workshop Kunst und Gestalten Mappenvorbereitung: Klassische Techniken. Englisch Verlag, ISBN 978-3-8241-1429-0
- Boris Friedewald living_art: Bauhaus. Prestel Verlag, ISBN 978-3-7913-4201-6

## Belege
1. ↑  Angebot: Ausbildung
2. ↑  Kurse
3. ↑  Workshops

Koordinaten: 52° 32′ 24″ N, 13° 24′ 48″ O